# Coppa del Mondo di short track 2013
La Coppa del Mondo di short track 2013 (chiamata anche Samsung ISU World Cup Short Track per motivi di sponsorizzazione) è iniziata il 19 ottobre 2012 ed è terminata il 9 febbraio 2013. La competizione è stata organizzata dalla ISU.

## Calendario
| Città    | Impianto                        | Data                        |
| -------- | ------------------------------- | --------------------------- |
| Calgary  | Olympic Oval                    | 19-21 ottobre 2012          |
| Montréal | Aréna Maurice-Richard           | 26-28 ottobre 2012          |
| Nagoya   | Nagoya Civic General Gymnasium  | 30 novembre-2 dicembre 2012 |
| Shanghai | Shanghai Oriental Sports Center | 7-9 dicembre 2012           |
| Soči     | Iceberg Skating Palace          | 1º-3 febbraio 2013          |
| Dresda   | EnergieVerbund Arena            | 8-9 febbraio 2013           |

## Risultati

### Uomini

#### Calgary
| Data            | Distanza         | Primo              | Secondo         | Terzo              |
| 20 ottobre 2012 | 1500 m           | Noh Jin-Kyu        | Kwak Yoon-gy    | Charles Hamelin    |
| 20 ottobre 2012 | 1000 m (1)       | Vladimir Grigor'ev | Olivier Jean    | J.R. Celski        |
| 21 ottobre 2012 | 500 m            | J.R. Celski        | Charles Hamelin | John-Henry Krueger |
| 21 ottobre 2012 | 1000 m (2)       | Viktor An          | Michael Gilday  | Kwak Yoon-gy       |
| 21 ottobre 2012 | Staffetta 5000 m | Corea del Sud      | Russia          | Canada             |

#### Montréal
| Data            | Distanza         | Primo              | Secondo         | Terzo            |
| 27 ottobre 2012 | 500 m (1)        | Liang Wenhao       | Charles Hamelin | Olivier Jean     |
| 27 ottobre 2012 | 1500 m           | Noh Jin-Kyu        | J.R. Celski     | Semën Elistratov |
| 28 ottobre 2012 | 500 m (2)        | Guillaume Bastille | Michael Gilday  | Liam McFarlane   |
| 28 ottobre 2012 | 1000 m           | Kwak Yoon-gy       | Charles Hamelin | Noh Jin-Kyu      |
| 28 ottobre 2012 | Staffetta 5000 m | Corea del Sud      | Cina            | Stati Uniti      |

#### Nagoya
| Data             | Distanza         | Primo          | Secondo         | Terzo           |
| 1º dicembre 2012 | 1500 m (1)       | Kim Byeong-Jun | Sin Da-Woon     | Charles Hamelin |
| 1º dicembre 2012 | 1000 m           | Viktor An      | J.R. Celski     | Noh Jin-Kyu     |
| 2 dicembre 2012  | 500 m            | Robert Seifert | Charles Hamelin | Travis Jayner   |
| 2 dicembre 2012  | 1500 m (2)       | Noh Jin-Kyu    | Sin Da-Woon     | Sjinkie Knegt   |
| 2 dicembre 2012  | Staffetta 5000 m | Corea del Sud  | Paesi Bassi     | Cina            |

#### Shanghai
| Data            | Distanza          | Primo           | Secondo            | Terzo              |
| 8 dicembre 2012 | 1500 m            | Viktor An       | Noh Jin-Kyu        | Guillaume Bastille |
| 8 dicembre 2012 | 1000 m (1)        | Kwak Yoon-gy    | Liang Wenhao       | Niels Kerstholt    |
| 9 dicembre 2012 | 500 m             | Charles Hamelin | Vladimir Grigor'ev | Wu Dajing          |
| 9 dicembre 2012 | 1000 m (2)        | Kwak Yoon-gy    | Viktor An          | Noh Jin-Kyu        |
| 9 dicembre 2012 | Staffetta 5000 m  | Corea del Sud   | Paesi Bassi        | Canada             |
| 9 dicembre 2012 | Staffetta Madison | Cina            | Paesi Bassi        | Germania           |

#### Soči
| Data            | Distanza         | Primo           | Secondo          | Terzo              |
| 2 febbraio 2013 | 500 m (1)        | Charles Hamelin | Wu Dajing        | Vladimir Grigor'ev |
| 2 febbraio 2013 | 1500 m           | Noh Jin-Kyu     | Kim Yun-Jae      | Kwak Yoon-Gy       |
| 3 febbraio 2013 | 500 m (2)        | Wu Dajing       | Yu Jiyang        | Vladimir Grigor'ev |
| 3 febbraio 2013 | 1000 m           | Charles Hamelin | Semën Elistratov | J.R. Celski        |
| 3 febbraio 2013 | Staffetta 5000 m | Russia          | Paesi Bassi      | Cina               |

#### Dresda
| Data             | Distanza         | Primo         | Secondo          | Terzo              |
| 9 febbraio 2013  | 1500 m (1)       | Sin Da-Woon   | J.R. Celski      | Guillaume Bastille |
| 9 febbraio 2013  | 1000 m           | Liang Wenhao  | Charle Cournoyer | Viktor An          |
| 10 febbraio 2013 | 500 m            | Liang Wenhao  | Wu Dajing        | Niels Kerstholt    |
| 10 febbraio 2013 | 1500 m (2)       | Noh Jin-Kyu   | Kim Yun-Jae      | Viktor An          |
| 10 febbraio 2013 | Staffetta 5000 m | Corea del Sud | Paesi Bassi      | Russia             |

### Donne

#### Calgary
| Data            | Distanza         | Primo         | Secondo          | Terzo           |
| 20 ottobre 2012 | 1500 m           | Shim Suk-Hee  | Cho Ha-Ri        | Li Jianrou      |
| 20 ottobre 2012 | 1000 m (1)       | Lee So-Youn   | Elise Christie   | Liu Qiuhong     |
| 21 ottobre 2012 | 500 m            | Wang Meng     | Liu Qiuhong      | Arianna Fontana |
| 21 ottobre 2012 | 1000 m (2)       | Shim Suk-Hee  | Marie-Ève Drolet | Kim Min-Jung    |
| 21 ottobre 2012 | Staffetta 3000 m | Corea del Sud | Cina             | Giappone        |

#### Montréal
| Data            | Distanza         | Primo           | Secondo            | Terzo            |
| 27 ottobre 2012 | 500 m (1)        | Wang Meng       | Jessica Gregg      | Liu Qiuhong      |
| 27 ottobre 2012 | 1500 m           | Shim Suk-Hee    | Cho Ha-Ri          | Li Jianrou       |
| 28 ottobre 2012 | 500 m (2)        | Jessica Gregg   | Marianne St-Gelais | Caroline Truchon |
| 28 ottobre 2012 | 1000 m           | Valérie Maltais | Elise Christie     | Cho Ha-Ri        |
| 28 ottobre 2012 | Staffetta 3000 m | Cina            | Canada             | Giappone         |

#### Nagoya
| Data             | Distanza         | Primo          | Secondo        | Terzo        |
| 1º dicembre 2012 | 1500 m (1)       | Shim Suk-Hee   | Park Seung-Hi  | Cho Ha-Ri    |
| 1º dicembre 2012 | 1000 m           | Elise Christie | Kim Min-Jung   | Lee So-Youn  |
| 2 dicembre 2012  | 500 m            | Wang Meng      | Liu Qiuhong    | Shim Suk-Hee |
| 2 dicembre 2012  | 1500 m (2)       | Lee So-Youn    | Elise Christie | Kong Xue     |
| 2 dicembre 2012  | Staffetta 3000 m | Cina           | Corea del Sud  | Giappone     |

#### Shanghai
| Data            | Distanza          | Primo         | Secondo    | Terzo              |
| 8 dicembre 2012 | 1500 m            | Shim Suk-Hee  | Li Jianrou | Cho Ha-Ri          |
| 8 dicembre 2012 | 1000 m (1)        | Park Seung-Hi | Wang Meng  | Elise Christie     |
| 9 dicembre 2012 | 500 m             | Wang Meng     | Fan Kexin  | Marianne St-Gelais |
| 9 dicembre 2012 | 1000 m (2)        | Shim Suk-Hee  | Li Jianrou | Kim Min-Jung       |
| 9 dicembre 2012 | Staffetta 3000 m  | Cina          | Giappone   | Italia             |
| 9 dicembre 2012 | Staffetta Madison | Cina          | Russia     | Germania           |

#### Soči
| Data            | Distanza         | Primo         | Secondo         | Terzo             |
| 2 febbraio 2013 | 500 m (1)        | Wang Meng     | Arianna Fontana | Liu Qiuhong       |
| 2 febbraio 2013 | 1500 m           | Shim Suk-Hee  | Li Jianrou      | Elise Christie    |
| 3 febbraio 2013 | 500 m (2)        | Fan Kexin     | Arianna Fontana | Gabrielle Waddell |
| 3 febbraio 2013 | 1000 m           | Park Seung-Hi | Elise Christie  | Shim Suk-Hee      |
| 3 febbraio 2013 | Staffetta 3000 m | Cina          | Canada          | Italia            |

#### Dresda
| Data             | Distanza         | Primo          | Secondo            | Terzo            |
| 9 febbraio 2013  | 1500 m (1)       | Elise Christie | Kim Min-Jung       | Marie-Ève Drolet |
| 9 febbraio 2013  | 1000 m           | Shim Suk-Hee   | Lee So-Youn        | Park Seung-Hi    |
| 10 febbraio 2013 | 500 m            | Wang Meng      | Marianne St-Gelais | Liu Qiuhong      |
| 10 febbraio 2013 | 1500 m (2)       | Shim Suk-Hee   | Kim Min-Jung       | Li Jianrou       |
| 10 febbraio 2013 | Staffetta 3000 m | Paesi Bassi    | Canada             | Cina             |

## Classifiche

### Uomini

#### 500 metri
| Pos. | Nome               | Nazione  | Punti |
| ---- | ------------------ | -------- | ----- |
| 1    | Charles Hamelin    | Canada   | 4400  |
| 2    | Wu Dajing          | Cina     | 3650  |
| 3    | Liang Wenhao       | Cina     | 2731  |
| 4    | Vladimir Grigor'ev | Russia   | 2653  |
| 5    | Robert Seifert     | Germania | 2056  |

#### 1000 metri
| Pos. | Nome         | Nazione       | Punti |
| ---- | ------------ | ------------- | ----- |
| 1    | Kwak Yoon-gy | Corea del Sud | 4023  |
| 2    | Viktor An    | Russia        | 3812  |
| 3    | Noh Jin-Kyu  | Canada        | 3456  |
| 4    | J.R. Celski  | Stati Uniti   | 2592  |
| 5    | Liang Wenhao | Cina          | 2528  |

#### 1500 metri
| Pos. | Nome               | Nazione       | Punti |
| ---- | ------------------ | ------------- | ----- |
| 1    | Noh Jin-Kyu        | Corea del Sud | 5800  |
| 2    | Viktor An          | Russia        | 3336  |
| 3    | Sin Da-Woon        | Corea del Sud | 2928  |
| 4    | Semën Elistratov   | Russia        | 2418  |
| 5    | Guillaume Bastille | Canada        | 2072  |

#### Staffetta 5000 metri
| Pos. | Nazione       | Punti |
| ---- | ------------- | ----- |
| 1.   | Corea del Sud | 4000  |
| 2.   | Paesi Bassi   | 3200  |
| 3.   | Russia        | 2952  |
| 4.   | Cina          | 2592  |
| 5.   | Canada        | 2100  |

### Donne

#### 500 metri
| Pos. | Nome               | Nazione | Punti |
| ---- | ------------------ | ------- | ----- |
| 1    | Wang Meng          | Cina    | 6000  |
| 2    | Liu Qiuhong        | Cina    | 3730  |
| 3    | Fan Kexin          | Cina    | 3562  |
| 4    | Marianne St-Gelais | Canada  | 3372  |
| 5    | Arianna Fontana    | Italia  | 2722  |

#### 1000 metri
| Pos. | Nome           | Nazione       | Punti |
| ---- | -------------- | ------------- | ----- |
| 1    | Elise Christie | Gran Bretagna | 4552  |
| 2    | Shim Suk-Hee   | Corea del Sud | 3640  |
| 3    | Park Seung-Hi  | Corea del Sud | 2640  |
| 4    | Lee So-Youn    | Corea del Sud | 2475  |
| 5    | Liu Qiuhong    | Cina          | 2444  |

#### 1500 metri
| Pos. | Nome           | Nazione       | Punti |
| ---- | -------------- | ------------- | ----- |
| 1    | Shim Suk-Hee   | Corea del Sud | 6000  |
| 2    | Li Jianrou     | Cina          | 3548  |
| 3    | Kim Min-Jung   | Corea del Sud | 3136  |
| 4    | Cho Ha-Ri      | Corea del Sud | 2880  |
| 5    | Elise Christie | Gran Bretagna | 2440  |

#### Staffetta 3000 metri
| Pos. | Nazione       | Punti |
| ---- | ------------- | ----- |
| 1    | Cina          | 4000  |
| 2    | Canada        | 2912  |
| 3    | Corea del Sud | 2824  |
| 4    | Giappone      | 2720  |
| 5    | Italia        | 2100  |